# Blauen (Badenweiler)
Pour les articles homonymes, voir Blauen (homonymie).
Le Blauen ou Hochblauen est une montagne du Sud de la Forêt-Noire qui culmine à 1 165 mètres d'altitude. Le sommet est situé sur les communes de Schliengen, Malsburg-Marzell et Badenweiler, les deux premières dans l'arrondissement de Lörrach et la dernière dans l'arrondissement de Brisgau-Haute-Forêt-Noire. C'est un point de vue panoramique idéal sur la Forêt-Noire, la plaine d'Alsace, les Vosges, le Jura et les Alpes.

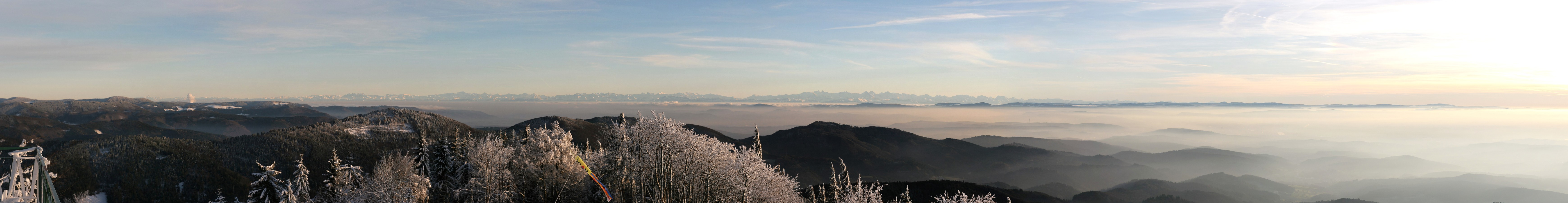
Panorama du sommet (8 décembre 2008).

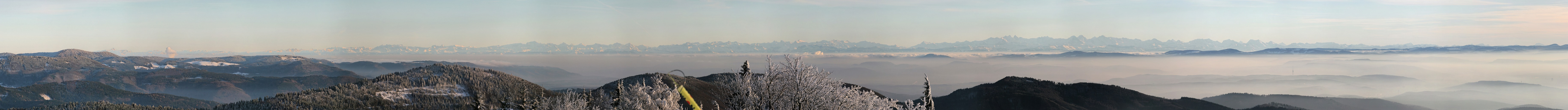
Panorama du sommet (8 décembre 2008).